# Jo Jones
Jo Jones (Chicago, 1911. október 7. – New York, 1985. szeptember 3.) amerikai dzsesszdobos. 1934-től 1948-ig a Count Basie Orchestra ritmusszekciójában dobolt. Néha Papa Jo Jones néven is ismerték, hogy megkülönböztessék egy fiatalabb dobostól, Philly Joe Jonestól.

## Pályakép
Jonathan Samuel Jones Alabamában nőtt fel. 12 éven át tanult zenét. Képzett trombitássá valamint zongoristává vált.  Kezdetben sztepptáncosként és hangszeres zenészként is fellépett. Helyi  zenekarokkal, köztük a Walter Page Blue Devilsszel játszott.
1934-ben került a Count Basie Kansas City zenekarhoz. 1948-ig maradt Basie-vel, majd szabadúszó lett. 1947-ben az első „Jazz at the Philharmonic” turnén szerepelt. Időnként saját együtteseket vezetett. Lemezfelvételekben vett részt Billie Holiday, Teddy Wilson, Buck Clayton és Lester Young mellett.
Dobos-pályája csúcsán Jones az „All-American” ritmusszekciójában dobolt, amelyben Count Basie zongorázott, Jeremy Page volt a basszusgitáros és Freddie Green gitározott.
Jones volt az első a dzsesszdobosok között, aki a basszusdob helyett cintányért használt az alapimpulzushoz. Abban a korszakban, amikor a dobosok az extrovertált showmanséget csodálták, Jones ritkán a szólózott. Ellentétben az uralkodó dobstílussal, amelyet Gene Krupa harsány, minden ütemben kitartott dobütései jellemeztek, Jones gyakran teljesen kihagyta a basszusdobot.
Jones játéka jelentősen befolyásolta a modern dzsesszdobosokat, például a cintányérhasználatukat is.
Tüdőgyulladásban halt meg New Yorkban, 73 éves korában.

## Lemezválogatás
- Art Tatum The Tatum Group Masterpieces Vol. 6
- Jo Jones Spezial (1955)
- Jo Jones +2 (1955)
- The Essential Jo Jones (Válogatás Vanguard Records felvételekből; 1955-1958)
- Jo Jones Trio (1959)
- Jo Jones Sextet (1960)
- Phineas´ Rainbow (1956)
- The Main Man (1976)

## Filmek
- Jammin' the Blues (1944)
- The Unsuspected (1947)
- Jazz Icons: Coleman Hawkins-Live in 62 & 64
- L´Aventure du Jazz (1969/72-Louis Panassié)
- Born to Swing (1973)
- The Last of the Blue Devils (1979)

## Díjak
- 1985: National Endowment for the Arts (NEA): „American Jazz Masters”
- 1979: Alabama Jazz Hall of Fame